# Marc Peschanski
Marc Peschanski (Paris, 7 de janeiro de 1952) é um biólogo e neurofisiologista francês, especialista em doenças neurológicas degenerativas e em células-tronco. Ele coordena a equipe científica do laboratório I-Stem, estabelecido em 2005 na região parisiense.

## Biografia
Marc Peschanski é filho de Alexandre e Dora Peschanski, nascidos em famílias judaicas da Europa de Leste. Seus pais foram militantes comunistas e combateram na Resistência Francesa. Seu pai, Alexandre, combateu nas Brigadas Internacionais durante a Guerra Civil Espanhola. Durante a Segunda Guerra Mundial foi oficial das Forças Francesas do Interior, principal braço armado da Resistência Francesa, por cujos serviços foi feito Oficial da Ordem Nacional da Legião de Honra.  Sua mãe, Dora, após a Libertação, e até a sua morte em 2005, militou ativamente no Partido Comunista Francês, sendo durante os anos 1980 eleita presidente do Comité Permanente das Organizações Não-Governamentais junto da UNESCO.  É irmão  do historiador Denis Peschanski e do físico Robi Peschanski, e pai de Eleonore Peschanski, do jornalista franco-brasileiro João Alexandre Peschanski, de Julia Peschanski e de Amélie Peschanski.

## Carreira científica
Após os estudos de medicina, Marc Peschanski tornou-se pesquisador no Institut national de la santé et de la recherche médicale (INSERM),  no Centro hospitalar universitário (CHU)  do hospital Henri Mondor,  de Créteil. Especialista do cérebro e de suas doenças degenerescentes, como a doença de Parkinson e a doença de Huntington, Marc Peschanski foi um precursor dos enxertes neuronais. Nestes últimos anos, após uma estadia na Inglaterra, começou  a pesquisar  no domínio das células-troncos.
Em 2005, após lutar pela revisão das leis sobre as bioéticas, criou no Genopole de Évry, um instituto das células-troncos, em parceria com a Associação francesa contra as miopatias. Esta iniciativa suscitou em dezembro de 2006, uma polêmica liderada por alguns grupos católicos durante a realização das jornadas do Teleton.
Foi durante muitos anos responsável da revista Médecine/sciences.

## Engajamento político
Homem de esquerda, marcado pela sua história e o engajamento de sua família, optou pelo movimento trotskista. Militante do partido político Lutte ouvrière (Luta operária) e companheiro de Arlette Laguiller durante dez anos, explicou seu engajamento: «O que me prende ainda à extrema esquerda, de maneira indefectível, é minha raiva profunda contra a injustiça». Em 2004, engajou-se de maneira bastante ativa durante as manifestações de protesto dos pesquisadores franceses, especialmente  no movimento Sauvons la recherche’’ ("Salvemos a pesquisa").